# Michael Pundt
Michael Pundt (* 1961 in Bremen) ist ein deutscher Schriftsteller, Schauspieler und Nachrichtensprecher.

## Leben
Pundt spielt seit Anfang der 1990er Jahre Theater, unter anderem 2001 in Tschechows Die Möwe im Theater Hagen und 2006 Im Weißen Rössl in der Music Hall Worpswede. 
Zu sehen war er in der TV-Serie Nicht von schlechten Eltern in der Rolle des Pastor Volkmann.
Im Hörfunk ist Pundt seit den 1980er Jahren aktiv. Hier arbeitet er unter anderem als Nachrichtensprecher für das Nordwestradio von Radio Bremen.

## Werke (Auswahl)
- Kleine Eheverbrechen, Bremer Kriminaltheater (BKT) (Schwankhalle Bremen), 2011
- Im Weißen Rössl, Music Hall Worpswede, 2006
- Hossa, Theaterschiff Bremen, 2003
- Die Untersuchung eines Zufalls, 2002
- Die Möwe, Theaterstück, Stadttheater Hagen, 2001
- Butcherboy, Junges Theater Bremen, 1998
- The Black Rider, Junges Theater Bremen, 1997
- Nicht von schlechten Eltern, TV-Serie in der ARD, 1992
- Die Eroberung des Südpols, Junges Theater Bremen, 1990

## Hörspiele
- 2006: Friedrich Christian Delius: Die Minute mit Paul McCartney – Regie: Christiane Ohaus (Hörspiel – RB/WDR)

| Personendaten    | Personendaten                                                  |
| ---------------- | -------------------------------------------------------------- |
| NAME             | Pundt, Michael                                                 |
| KURZBESCHREIBUNG | deutscher Schriftsteller, Schauspieler und Nachrichtensprecher |
| GEBURTSDATUM     | 1961                                                           |
| GEBURTSORT       | Bremen                                                         |